# Paris Hilton's Diamond Quest
Paris Hilton's Diamond Quest è un videogioco con protagonista l'ereditiera Paris Hilton, pubblicato dalla Gameloft nel 2006 per cellulari con piattaforma J2ME e nel 2009 per BlackBerry.
Lo scopo del gioco è raccogliere diamanti che servono all'ereditiera per la sua nuova collezione di gioielli. Sono presenti 64 livelli, corrispondenti a diversi tipi di rompicapo. Quando si riescono a raccogliere tutte le pietre, i giocatori verranno premiati con alcune foto della Hilton.